# China Railway Group
China Railway Engineering Group bzw. China Railway Group (chinesisch 中國中鐵股份有限公司 / 中国中铁股份有限公司, Pinyin Zhōngguó Zhōngtiě Gǔfèn Yǒuxiàn Gōngsī) ist ein chinesisches Unternehmen mit Firmensitz in Peking. Das Unternehmen ging am 20. November 2007 an die Börse Shanghai.
CREC ist der drittgrößte Baukonzern weltweit und auf Schieneninfrastruktur spezialisiert. Sie baut und betreibt verschiedene Eisenbahnstrecken nicht nur in China und profitiert dabei von einer Investmentinitiative der chinesischen Regierung. Die Gründung geht bis in das Jahr 1950 zurück. Zum Konzern China Railway Engineering Group Co. gehören 31 Tochterunternehmen, in denen rund 284.000 Angestellte tätig sind.
Das Unternehmen ist nicht zu verwechseln mit dem chinesischen Unternehmen China Railway Construction.

## Auslandsaktivitäten
Ende Oktober 2011 wurde mit der äthiopischen Ethiopian Railway Corporation (ERC) eine Vereinbarung über den Neubau eines 317 Kilometer langen Teilstückes der großenteils stillgelegten Schmalspurstrecke Addis Abeba–Dschibuti bis Mieso in Normalspur getroffen. Die Kosten in Höhe von 1,2 Milliarden US-Dollar (USD) werden teilweise mit einem Darlehen der chinesischen Regierung finanziert. Die Strecke ist Teil eines bis 2015 vorgesehenen Netzes von 2.395 Kilometern neuer Eisenbahnstrecken.
In Indonesien beteiligte sich die China Railway Group (CRG) Ende 2011 an einer Ausschreibung, die den Neubau einer 385 Kilometer langen Kohlebahn in Zentral-Kalimantan mit einem Volumen von 2,3 Milliarden USD in Jahren von 2012 bis 2015 vorsieht.
Am 25. November 2015 wurde bekannt, dass die CRG die Ausschreibung zum Bau des 160 Kilometer langen ungarischen Abschnittes der Schnellfahrstrecke Budapest – Belgrad für 1,6 Milliarden Dollar gewonnen hat. Das ist die erste von China in Europa zu bauende Schnellstrecke.
Seit Dezember 2016 baut die Gesellschaft an der China-Laos-Eisenbahn für 1,2 Mrd. $. Die Eröffnung war im Dezember 2021. [veraltet]